# Viaduto Cecílio do Rego Almeida
Viaduto Cecílio do Rego Almeida é um viaduto construído para maior segurança na Rodovia Cônego Domenico Rangoni, com nome em homenagem a Cecílio do Rego Almeida.